# Nglurup
Nglurup is een bestuurslaag in het regentschap Ponorogo van de provincie Oost-Java, Indonesië. Nglurup telt 2055 inwoners (volkstelling 2010).